# 경산서원
경산서원은 대한민국 경상북도 경주시에 위치한 조선 시대의 서원이다. 1838년에 창건되었다.